# 슈어의 부등식
슈어의 부등식(독일어: Schur-Ungleichung, Schur's inequality, -不等式)은 독일의 유대계 수학자인 이사이 슈어(Issai Schur)가 제시한 부등식이다. 이 부등식은 음이 아닌 실수 x, y, z와 양의 실수 t에 대해 다음과 같이 쓸 수 있다.
{\displaystyle x^{t}(x-y)(x-z)+y^{t}(y-z)(y-x)+z^{t}(z-x)(z-y)\geq 0}
여기서 등호는 x, y, z 셋 모두 같거나 둘은 같고 하나는 0일 때 성립한다.

## 증명
일반성을 잃지 않고 {\displaystyle x\geq y\geq z} 라고 가정하자. 그러면 다음 부등식이  성립한다.
{\displaystyle (x-y)[x^{t}(x-z)-y^{t}(y-z)]+z^{t}(x-z)(y-z)\geq 0.}
첫째 항과 둘째 항 모두 0보다 같거나 크기 때문이다. 이 부등식은 슈어 부등식과 동일한 부등식이다.
전개하면 이를 확인할 수 있다.

## 같이 보기
- 뮤어헤드의 부등식

1

## 참고 문헌
- 류한영 외, 《한국수학올림피아드 바이블 2》, 도서출판 세화, 2008